# Річі (Міссурі)
Річі (англ. Ritchey) — селище (англ. village) в США, в окрузі Ньютон штату Міссурі. Населення — 66 осіб (2020).

## Географія
Річі розташоване за координатами 36°56′39″ пн. ш. 94°11′9″ зх. д. / 36.94417° пн. ш. 94.18583° зх. д. (36.944031, -94.185792).  За даними Бюро перепису населення США в 2010 році селище мало площу 0,13 км², уся площа — суходіл.

## Демографія
Згідно з переписом 2010 року, у місті мешкали 82 особи в 32 домогосподарствах у складі 22 родин. Густота населення становила 646 осіб/км².  Було 38 помешкань (299/км²).
Расовий склад населення:
| - 96,3 % — білих - 2,4 % — корінних американців |

До двох чи більше рас належало 1,2 %. Частка іспаномовних становила 0,0 % від усіх жителів.
За віковим діапазоном населення розподілялося таким чином: 25,6 % — особи молодші 18 років, 48,8 % — особи у віці 18—64 років, 25,6 % — особи у віці 65 років та старші. Медіана віку мешканця становила 45,5 року. На 100 осіб жіночої статі у місті припадало 100,0 чоловіків;  на 100 жінок у віці від 18 років та старших — 96,8 чоловіків також старших 18 років.
Середній дохід на одне домашнє господарство  становив 37 111 долар США (медіана — 40 625), а середній дохід на одну сім'ю — 45 882 долари (медіана — 55 208). За межею бідності перебувало 20,5 % осіб, у тому числі 27,8 % дітей у віці до 18 років та 20,0 % осіб у віці 65 років та старших.
Цивільне працевлаштоване населення становило 25 осіб. Основні галузі зайнятості: виробництво — 28,0 %, освіта, охорона здоров'я та соціальна допомога — 28,0 %, транспорт — 20,0 %.